# Kohlhökerstraße 52

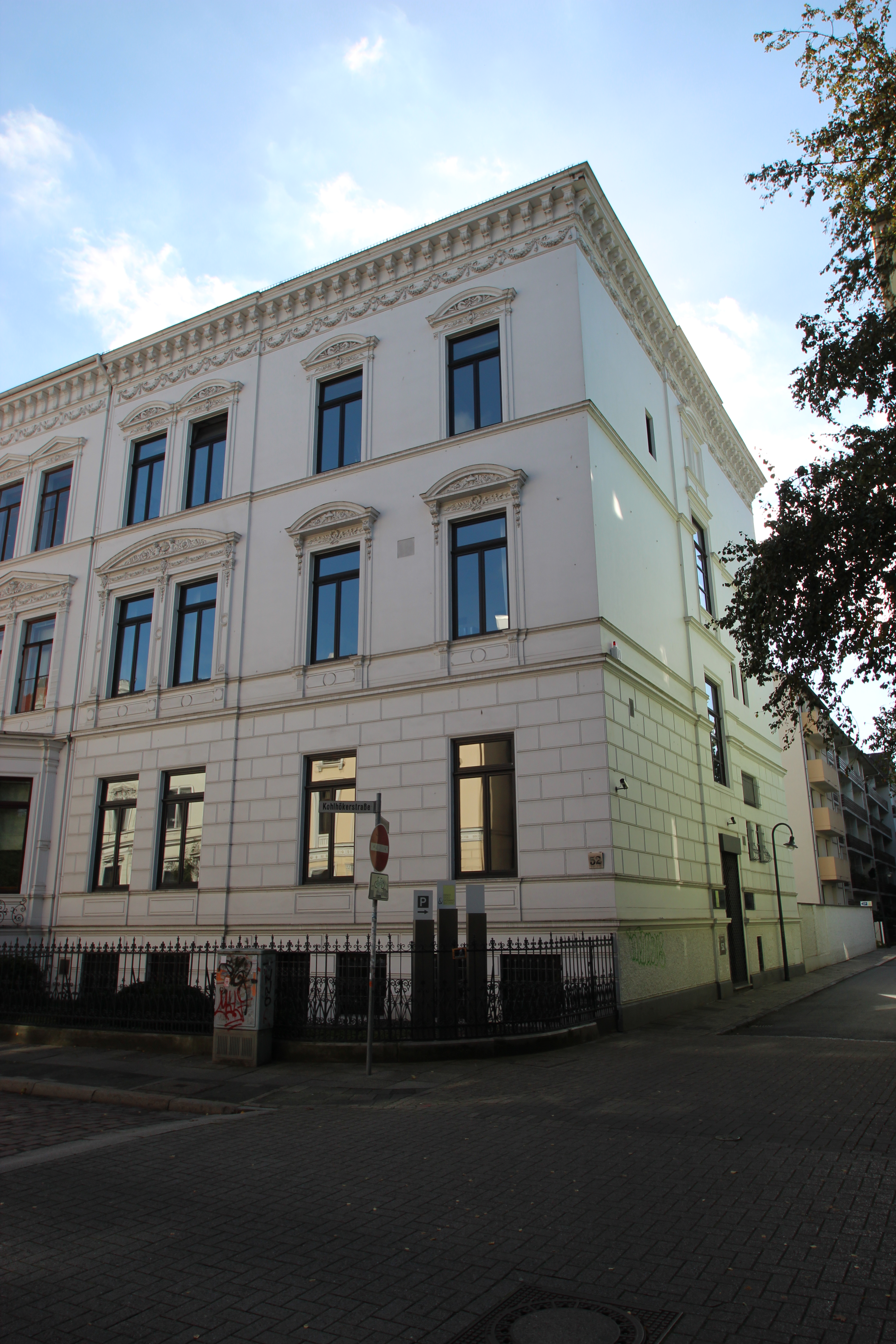
Kohlhökerstraße 52

Das Gebäude Kohlhökerstraße 52 in Bremen, Stadtteil Mitte ist ein 1876, in der Bauepoche des Historismus errichtetes Wohnhaus im klassizistischen Stil nach Plänen von  J.H.G. Dietrich.

Das Gebäude wurde 1973 als Bremer Kulturdenkmal unter Denkmalschutz gestellt.

## Geschichte

### Vorläufer
1838 baute der Kaufmann Conrad Meinken ein typisches Kohlhöker-Haus als seinen Sommersitz auf dem Grundstück Kohlhökerstraße 52–54. Ein großer Garten umgab das Gebäude, das um 1876 abgerissen wurde.

### Entstehung 1876
Der Bauunternehmer Johann Hinrich Gottfried Dietrich baute 1876 drei dreigeschossige Wohnhäuser. Das Landesamt für Denkmalpflege ordnet das Gebäude wie folgt ein:

„In der Kohlhökerstraße wurden zwischen 1850 und 1855 auf dem Abschnitt zwischen Meinkenstraße und Wulwesstraße teilweise sehr repräsentative, zumeist zweigeschossige Wohnhäuser des Großbürgertums errichtet. […] Die Baugruppe Kohlhökerstraße 52-54 wurde erst 1876 auf einem bis dahin unbebauten Grundstück hinzugefügt. Die Dimensionen dieser vierachsigen Bremer Häuser mit drei Vollgeschossen sind gewaltig und sind Beispiele für den Wohlstand des Großbürgertums in der Gründerzeit. […]“

Das dreigeschossige, verputzte Eckhaus von 1876 mit  Souterraingeschoss und Satteldach, hat Fenster mit ornamentierten Segmentbögen in den Obergeschossen und ein gequadertes Hochparterre. Die Fenster im ersten Obergeschoss im Risalit  werden von Pilastern flankiert. An der Meinkenstraße befindet sich mittig der Eingang. Haustür, Fenster und Gitter sind in alter Form erhalten.

### Modernisierungen
Um 1899 erwarb der Kaufmann Alfred Lohmann das Grundstück von dem Kaufmann Engelbert Stucken. Unter Bauleitung von  Wilhelm Blanke fand bis 1900 eine Modernisierung statt:  Sanitären Anlagen, Zentralheizung statt Öfen, Wasser- und Kanalanschluss.
1910 erfolgte die Erweiterung der Erdgeschossräume durch Anbau an das Speisezimmer und durch einen Wintergarten nach Plänen von Fritz Dunkel.
1919 erwarb der Arzt Oskar Antze das Gebäude als Wohnhaus für seine Familie. Antze richtete im Hochparterre seine Praxis ein. Um 1925 soll eine „Kraftwagenhalle“ im Souterrain gebaut worden sein.
1980 erwarben die Rechtsanwälte Ernst Sennhenn und Rudolf Monnerjahn das Grundstück. Im Haus wurden umfangreiche Baumaßnahmen durchgeführt (Bauleitung Kurt Schmidt). Die Veranda wurde abgebaut. 1989 trennten sich Monnerjahn und Sennhenn; Sennhenn verblieb am Standort. Die Kanzlei löste sich um 2011 auf.
Seit 2011 ist die Sozietät Ebner Stolz Hauptmieter.  